# SummerSlam (2004)
SummerSlam 2004 a fost cea de-a șaptesprezecea ediție a pay-per-view-ului anual SummerSlam organizat de World Wrestling Entertainment. Evenimentul a avut loc pe 15 august 2004 și a fost găzduit de Air Canada Centre în Toronto, Ontario, Canada. Sloganul oficial a fost "Summertime Blues" de la Rush.

## Rezultate
- Sunday Night Heat: Rob Van Dam l-a învins pe René Duprée (9:38)
- The Dudley Boyz (Bubba Ray Dudley, D-Von Dudley & Spike Dudley) i-au învins pe Rey Mysterio, Billy Kidman & Paul London (8:07)
  - Spike l-a numărat pe Kidman după un "3D" a lui Bubba & D-Von.
- Kane l-a învins pe Matt Hardy (cu Lita) într-un "Till Death Do Us Part Match" (6:08)
  - Kane l-a numărat pe Hardy după un "Super Chokeslam".
  - Cu această victorie, Lita trebuia să devină soția lui Kane.
- John Cena l-a învins pe campionul Statelor Unite Booker T într-un Best of Five Series (1) (06:26)
  - Cena l-a numărat pe Booker după un "FU".
  - Cu această victorie, Cena a reușit să câștige primul meci din 5.
- Edge i-a învins pe Chris Jericho și Batista păstrându-și titlul WWE Intercontinental Championship (8:26)
  - Edge l-a numărat pe Jericho după un "Spear".
- Kurt Angle (însoțit de Luther Reigns) l-a învins pe Eddie Guerrero (13:37)
  - Angle l-a făcut pe Guerrero să cedeze cu un "Angle Lock".
- Triple H (însoțit de Ric Flair) l-a învins pe Eugene (14:06)
  - Triple H l-a numărat pe Eugene după un "Pedigree".
- John "Bradshaw" Layfield l-a învins pe The Undertaker prin descalificare păstrându-și titlul WWE Championship (17:37)
  - Undertaker a fost descalificat după ce l-a lovit pe JBL cu centura
  - După meci, Undertaker i-a aplicat lui JBL un Chokeslam pe acoperișul limuzini sale.
- Randy Orton l-a învins pe Chris Benoit câștigând titlul WWE World Heavyweight Championship (20:08)
  - Orton l-a numărat pe Benoit după un "RKO".
  - După meci, Orton și Benoit și-au dat mâna în semn de respect.
  - Orton devenea campionul mondial cel mai tânăr din istorie la doar 24 de ani.